# Isla Boaz
La isla Boaz (en inglés: Boaz Island) anteriormente conocida como Gate's Island (isla de la Puerta) o Yates Island (la isla Yates), es una de las seis principales islas de las Bermudas con una superficie estimada en 17 hectáreas (0,17 kilómetros cuadrados). Es parte de una cadena de islas en el oeste del país que conforman la parroquia Sandys, que se extiende entre la isla de Irlanda y la isla de Somerset, está conectada a ambas por puentes. La isla era parte de una base de la Marina Real, que incluía el Arsenal SM en la isla de Irlanda. A partir de 1939, la isla fue utilizada como Estación aérea de la Marina Real Británica. Su función principal era la reparación, mantenimiento y sustitución de los hidroaviones y los buques de guerra. A comienzos de la Segunda Guerra Mundial, sin otras unidades para cumplir la función, aviones de la Isla se utilizaron para mantener patrullas aéreas antisubmarinas, utilizando cualquier tripulación que estuviese presente, incluidos los pilotos de la Escuela de vuelo Darrel en la isla de las Bermuda. Todo lo que queda de la instalación del brazo de la flota aérea es un hangar en el camino de la pista.